# Marcus Nordheim
Marcus Nordheim (* 23. September 1812 als Marx Nordheimer in Memmelsdorf in Unterfranken; † 25. November 1899 in Hamburg) war ein jüdischer Kaufmann.

## Leben
Nachdem er von 1825 bis 1827 das Schlachterhandwerk in Zeckendorf bei dem Metzgermeister Salzmann erlernt hatte, kam er 1828 zunächst nach Harsefeld, zu Herrn Leffmann. Dort arbeitete Nordheim selbstständig als Metzger bei Herrn Leffmann, der zwar die Erlaubnis hatte, eine Metzgerei zu führen, diese aber nicht nutzte, für eine Gewinnbeteiligung von 50 %. Die Geschäfte liefen so gut, dass er bereits nach neun Monaten über einige Ersparnisse verfügte. 1829 ging er nach Altona. Zunächst arbeitete er dort bei einem Fleischhändler. 1836 gründete er in Hamburg seine erste Firma, einen Viehhandel. Schon kurze Zeit später stellte er fest, dass das Häute- und Fellgeschäft mehr einbrachte. Aus diesem Handel erschuf er ein Handelshaus mit Weltgeltung. Zwar war er zweimal verheiratet, blieb jedoch kinderlos. Im Laufe seines Lebens hat Marcus Nordheim zahlreiche Stiftungen auf dem Gebiet der Armenpflege und des Schulwesens ins Leben gerufen.
Nach seinem Tod am 25. November 1899 belief sich Nordheims Vermögen auf mindestens 10 Millionen Mark. Mit großzügigen Legaten bedacht waren Nichten und Neffen, sein Personal sowie diverse wohltätige und gemeinnützige Institutionen. Nach Erfüllung sämtlicher Testamentsverpflichtungen, blieben 1,5 Millionen Goldmark. Mit dieser Summe wurde von den Testamentsvollstreckern die Nordheim-Stiftung ins Leben gerufen. Diese Stiftung erbaute auf einem ca. 35 ha großen Heidegrundstück in Sahlenburg das erste deutsche Seehospital, welches im September 1906 eröffnet wurde. In Hamburg-Ohlsdorf und in Sahlenburg erinnert eine Nordheimstraße an den Kaufmann.

## Nordheimstiftung Hamburgisches Seehospital
1903 begannen die Testamentsvollstrecker mit der Gründung des „Hamburgischen Seehospitals Nordheimstiftung“
im Amt Ritzebüttel. Dort sollten Kinder, die an Tuberkulose und Skrofulose litten, an frischer Seeluft behandelt werden. In den erbärmlichen Wohnverhältnissen Hamburgs waren diese Krankheiten weit
verbreitet. Im Dorf Sahlenburg musste erst eine Klinkerstraße gebaut werden, denn die gekaufte Fläche war eine kleine Welt abseits vom Dorf.
Der Hamburger Bürgermeister Mönckeberg und weitere Ehrengäste fuhren am 5. September 1906 über die neue Straße mit mehreren Ehrenpforten zum neu errichteten Seehospital.
Schon vor der offiziellen Eröffnung des Krankenhauses wurde am 29. Juli 1906 ein erstes Kind aufgenommen. Die weiteren 79 Kinder wurden von Schwestern des Evangelischen
Diakonievereins Berlin-Zehlendorf gepflegt und schulisch betreut. Der Pensionspreis betrug 20 Mark wöchentlich und wurde ärmeren Kindern erlassen.
Es stellten sich schnell Behandlungserfolge ein. 1910 wurden dank einer Stiftung der Frankfurter Bankierstochter Mathilde Emden neue Bauten errichtet. An sie erinnert ein Haus, das noch heute wie zur Bauzeit aussieht.
Im Ersten Weltkrieg wurde das Hospital geschlossen. In der Inflationszeit verlor die Nordheimstiftung viel Geld, woraufhin die Stadt Hamburg finanziell einsprang. In neu eingerichteten Stationen wurden nun auch Jugendliche und Erwachsene aufgenommen. In der Zeit des Nationalsozialismus wurde das Krankenhaus zunächst weiter unter dem Namen „Hamburgisches Seehospital Nordheim-Stiftung“ betrieben. In einem Artikel der Cuxhavener Zeitung vom 11. Januar 1936 wurden Marcus Nordheim und Mathilde Emden erwähnt; man verschwieg jedoch ihre jüdische Herkunft. In der Ausgabe vom 4. März 1940 wurde nur noch vom „Seehospital“ gesprochen.

„Es ist bemerkenswert, daß die Stiftung eines jüdischen Bürgers in der Substanz nahezu unangetastet die bedrückende Zeit der nationalsozialistischen Herrschaft im Deutschen Reich überstanden hat. Es war ihr jedoch verboten, den Namen des Stifters zu tragen und sein Andenken hochzuhalten.“

Als es nach den Nachkriegsjahren weniger Tuberkuloseerkrankungen gab, wurden andere Abteilungen aufgebaut wie Urologie, Orthopädie, Behandlungsstation für rheumatische Erkrankungen. 1976 wurde das Norddeutsche Skoliosezentrum gegründet.

„Das Seehospital Nordheimstiftung wurde ein weithin anerkanntes Spezialkrankenhaus mit den Säulen: Implantation von künstlichem Gelenkersatz und Wechseloperationen an Gelenken, Kinder- und Wirbelsäulenorthopädie sowie Rheumazentrum.“

Im Juni 1987 kündigte der Diakonieverein der Schwestern den Vertrag mit dem Krankenhaus. Das Seehospital wurde 2002 an die Wittgensteiner Kliniken AG verkauft und vier Jahre später an die Helios-GmbH veräußert. Die Einrichtung wurde in Helios-Seehospital-Sahlenburg umbenannt. 2021 wurde das Krankenhaus aufgelöst und in die Helios Klinik Cuxhaven eingegliedert.